# Notholaena
Notholaena är ett släkte av kantbräkenväxter. Notholaena ingår i familjen Pteridaceae.

## Bildgalleri

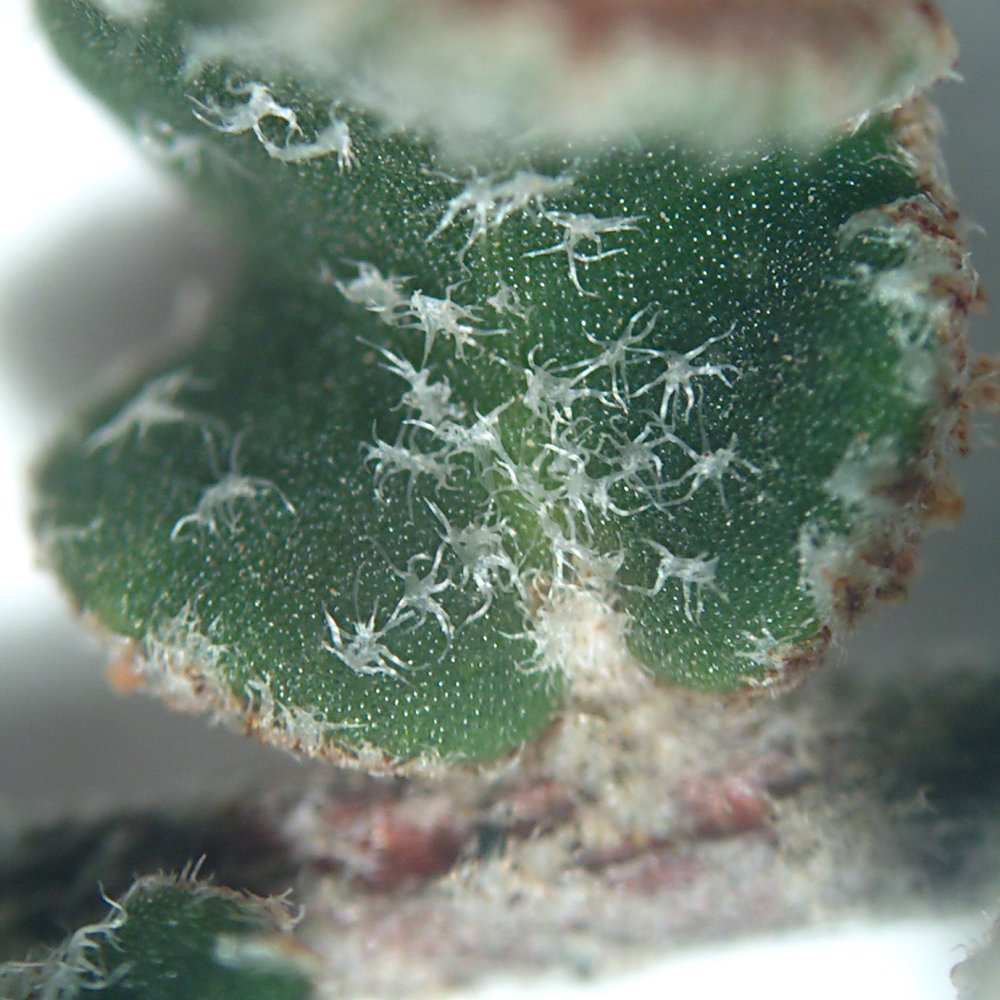
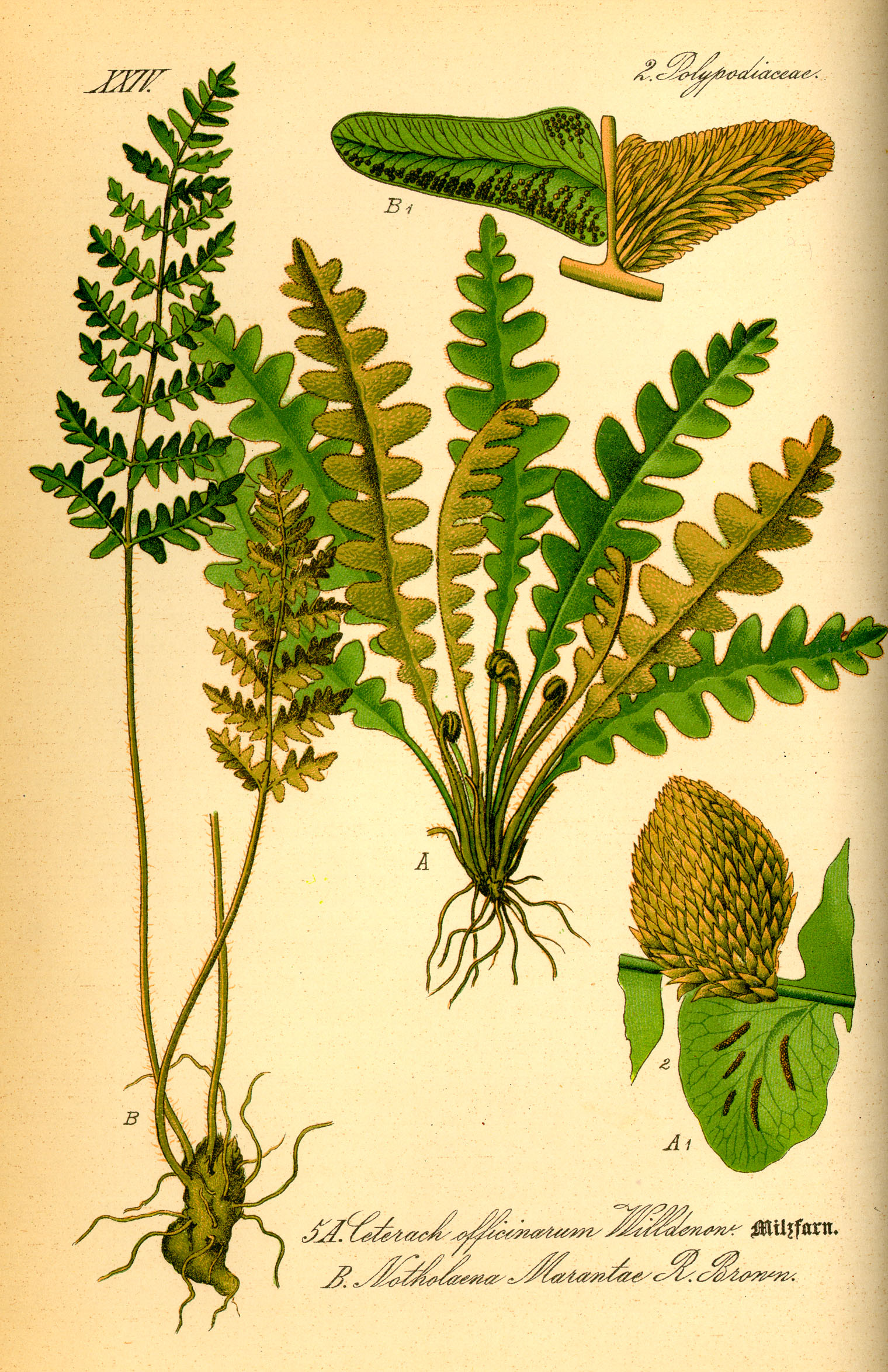
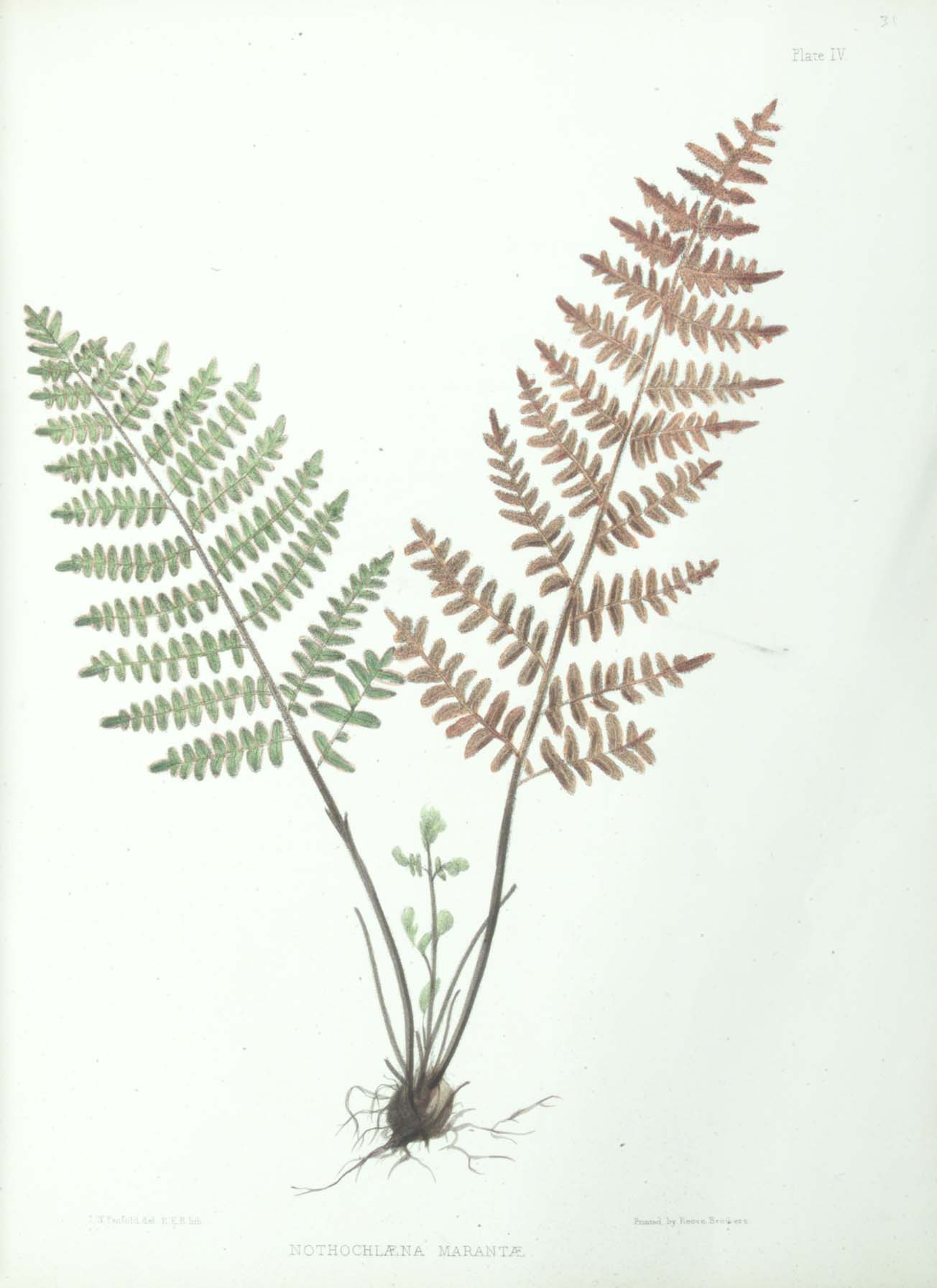
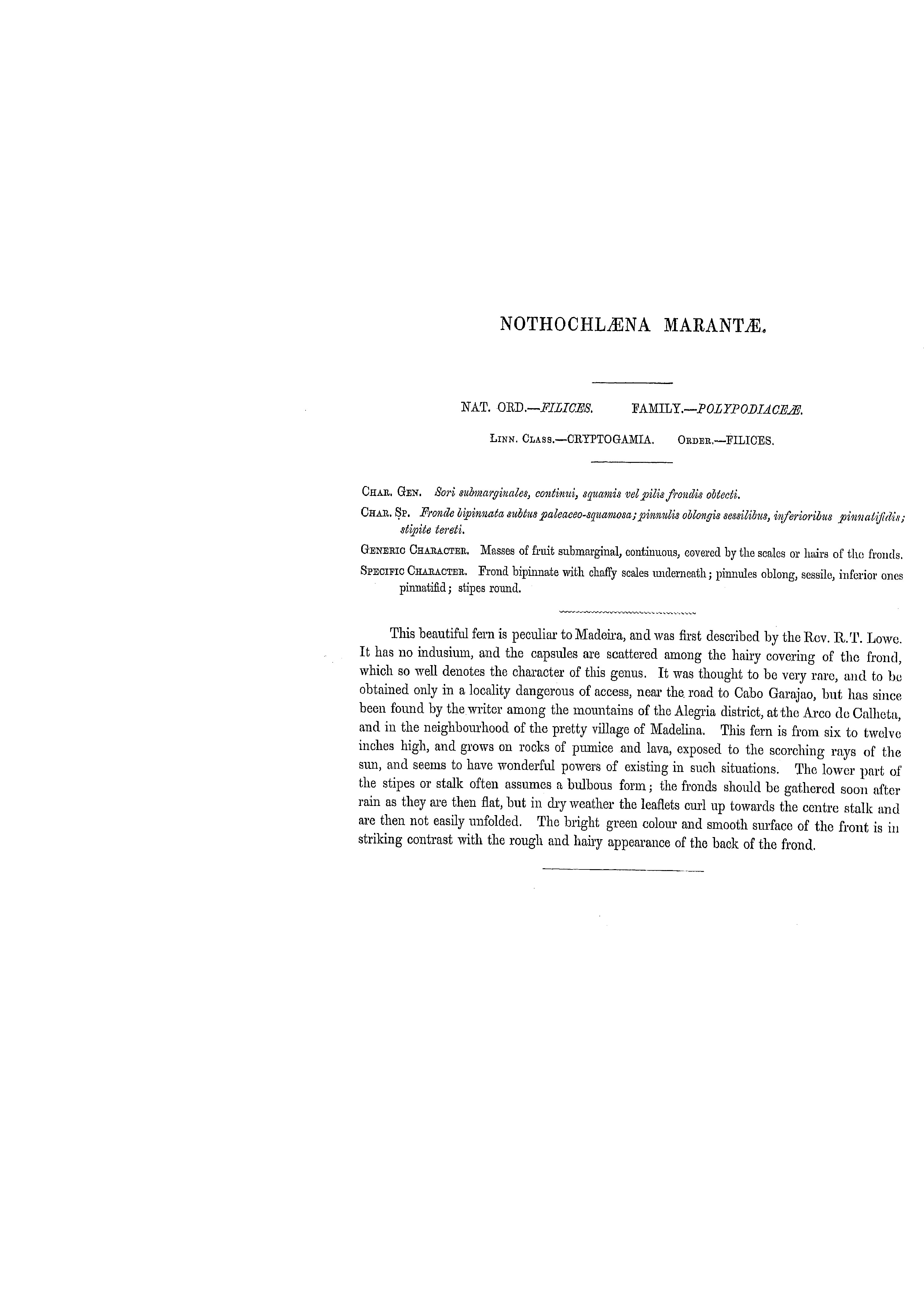
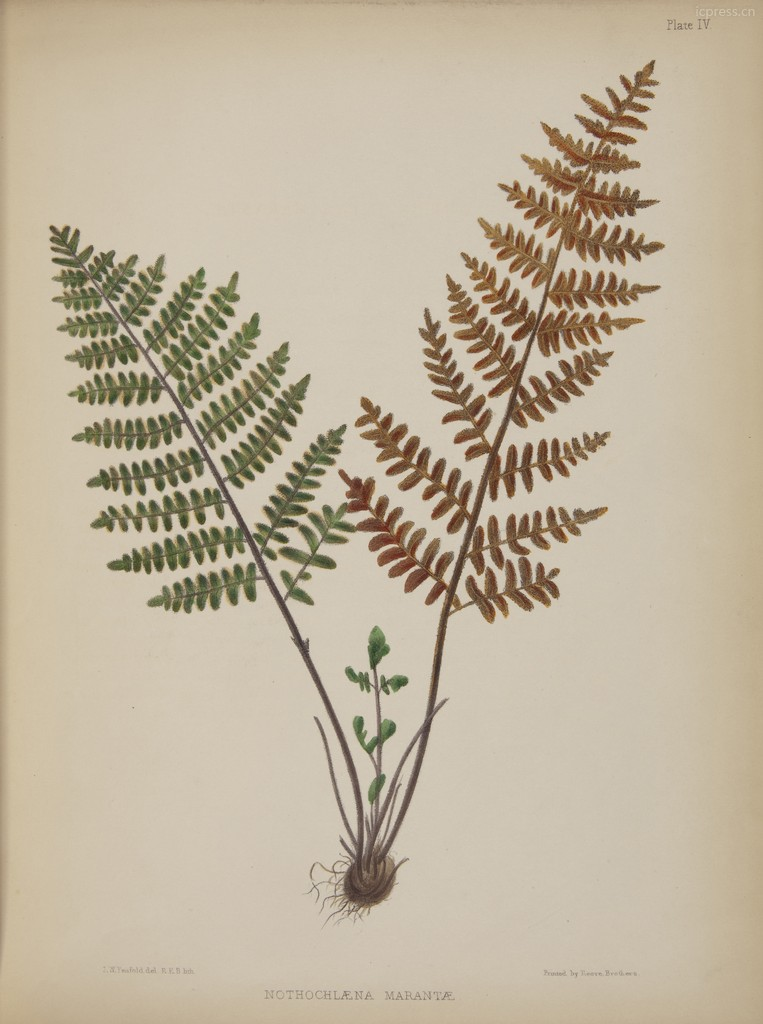

## Dottertaxa tillNotholaena, i alfabetisk ordning[1]
- Notholaena aliena
- Notholaena angusta
- Notholaena arequipensis
- Notholaena aschenborniana
- Notholaena aurantiaca
- Notholaena aureolina
- Notholaena brachycaulis
- Notholaena brachypus
- Notholaena brevistipes
- Notholaena buchtienii
- Notholaena californica
- Notholaena candida
- Notholaena cantangensis
- Notholaena cubensis
- Notholaena ekmanii
- Notholaena eriophora
- Notholaena fraseri
- Notholaena galapagensis
- Notholaena galeottii
- Notholaena geraniifolia
- Notholaena goyazensis
- Notholaena grayi
- Notholaena greggii
- Notholaena hassleri
- Notholaena hypoleuca
- Notholaena incarum
- Notholaena jacalensis
- Notholaena jaliscana
- Notholaena lemmonii
- Notholaena leonina
- Notholaena lonchophylla
- Notholaena matthewsii
- Notholaena meridionalis
- Notholaena micropteris
- Notholaena mollis
- Notholaena montieliae
- Notholaena neglecta
- Notholaena nigricans
- Notholaena obducta
- Notholaena ochracea
- Notholaena peruviana
- Notholaena pohliana
- Notholaena revoluta
- Notholaena rigida
- Notholaena rosei
- Notholaena schaffneri
- Notholaena solitaria
- Notholaena squamosa
- Notholaena standleyi
- Notholaena sulphurea
- Notholaena trichomanoides
- Notholaena weatherbiana
- Notholaena venusta